# Omicidio di Fedele Calvosa

Fedele Calvosa

L'omicidio di Fedele Calvosa,  Procuratore Capo della Repubblica presso il tribunale di Frosinone, fu commesso a Patrica l'8 novembre 1978 e rivendicato dalle Formazioni Comuniste Combattenti, organizzazione terroristica di sinistra.

## Storia
Calvosa, nato a Castrovillari il 3 ottobre 1919, studiò a Napoli, vinse il concorso in magistratura e iniziò la sua carriera di magistrato nel tribunale di Castrovillari. Successivamente fu a Catanzaro, a Ceccano e infine a Roma. Nel 1972 fu nominato Procuratore Capo di Frosinone.

### Attentato
La mattina dell'8 novembre 1978, alle ore 8:30, Calvosa fu ucciso in un agguato, mentre era diretto da Patrica verso Frosinone a bordo dell'auto di servizio; morirono nell'attentato anche l'agente di scorta Giuseppe Pagliei di Giuliano di Roma e il suo autista Luciano Rossi, originario di Sgurgola, che nel tentativo di ripararsi finì in un fossato al bordo della strada dove fu ucciso dai terroristi con un colpo al volto.
I terroristi, appartenenti alle Formazioni Comuniste Combattenti, erano quattro: Paolo Ceriani Sebregondi, che guidava il gruppo, Nicola Valentino, Maria Rosaria Biondi e Roberto Capone; quest'ultimo, ferito mortalmente per errore dai suoi stessi compagni, fu ritrovato vicino al luogo dell'agguato.

## Memoria
Al giudice è intestato l'Istituto Tecnico per Geometri di Castrovillari, suo paese natale, un plesso di scuola dell'infanzia afferente all'Istituto Comprensivo 3 di Frosinone e quattro vie: a Frosinone, Ceccano, Terracina e Arcinazzo Romano.